# Bataille de Nassau (1720)
Pour les articles homonymes, voir Bataille de Nassau (homonymie).
Guerre de la Quadruple-Alliance
Batailles
- Sardaigne
- Sicile
- Castellamare
- 1er siège de Palerme
- Cap Passaro
- 1er siège de Messine
- Milazzo
- Fontarrabie
- Glen Shiel
- Francavilla
- Roses
- Pensacola
- 2e prise de Messine
- Vigo
- Cap Saint-Vincent
- 2e siège de Palerme
- Sferracavallo
- La Seu d’Urgell
- Nassau
- Expédition Villasur

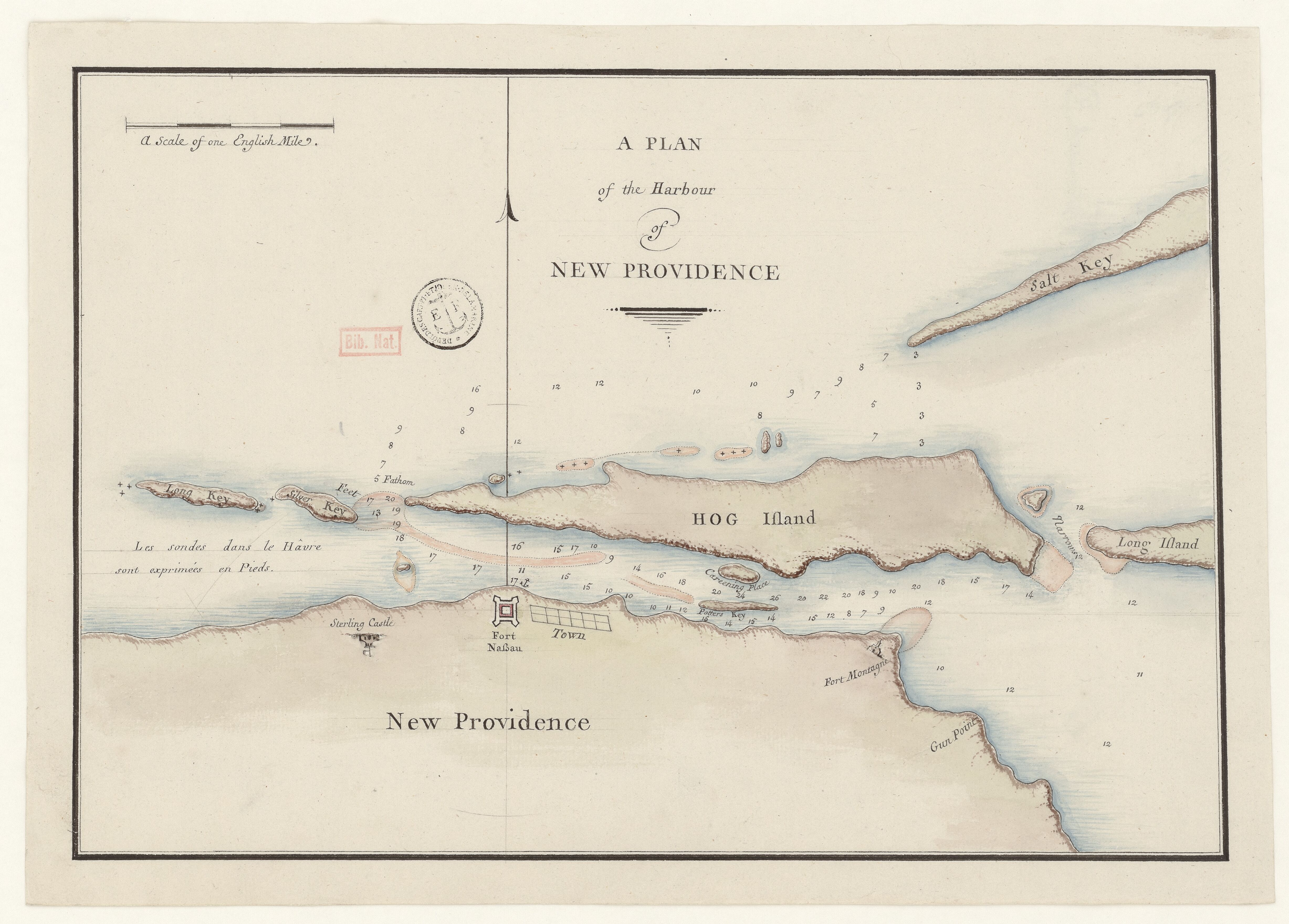

La bataille de Nassau (aussi connue sous les noms de bataille de New Providence ou raid sur Nassau de 1720) eut lieu en février 1720 lorsqu'une armée espagnole prit d'assaut la colonie britannique de Nassau, aux Bahamas, durant la guerre de la Quadruple-Alliance. Elle prit donc place au sein du théâtre colonial de ce conflit.
Les forces espagnoles, d'un total de 1 200 hommes, étaient, pour une grande part, composées de Cubains, et commandées par José Cornejo. Le spectre d'une invasion espagnole avait plané sur New Providence durant l'année écoulée, incitant à la construction de Fort Nassau (de 50 canons et 250 hommes de garnison). Les plans initiaux d'offensive sur la ville de Nassau Harbour furent avancés par la découverte de la présence de deux navires de guerre britanniques dans le port : le vaisseau amiral du gouverneur Delicia (32 canons), et la frégate HMS Flamborough (24 canons). Le tirant d'eau des navires espagnols, trop élevé, ne permettait pas à ceux-ci de s'aventurer dans les eaux peu profondes du port ennemi. Cornejo opta donc pour le contournement de la ville. L'escadre espagnole passa le long de l'est de l'île Hog et se divisa en trois colonnes qui effectuèrent le pillage méthodique de plusieurs zones avant d'être repoussées par 500 miliciens sous les ordres du gouverneur britannique Woodes Rogers. La flotte espagnole se maintint dans la baie avant de se retirer quelque temps plus tard.
Effectivement, Cornejo quitta finalement les Bahamas sans être inquiété, emmenant avec lui une centaine d'esclaves prisonniers. Rogers, à la suite d'ennuis de santé et incapable de payer la garnison de sa colonie, n'allait pas tarder à faire voile vers la Grande-Bretagne. Celle-ci conclut la paix avec l'Espagne la même année, du fait de la fin des opérations militaires en Europe.